# Дитрт, Аннетт
Аннетт Дитрт, также Дытртова (нем. Annette Dytrt, чеш. Annette Dytrtová; родилась 7 сентября 1983 года в Ландсхуте, Германия) — немецкая, а ранее чешская фигуристка выступавшая в женском одиночном катании. Пятикратная чемпионка Германии и чемпионка Чехии 1999 года, многократная участница чемпионатов мира, Европы и других международных соревнований по фигурному катанию.

## Карьера
Аннетт Дитрт родилась в Германии в семье чешских иммигрантов. Её старшая сестра Вероника Дытртова также является фигуристкой выступавшей на международном уровне (за Чехию).
Не имея возможности пробиться в сборную Германии для выступления на международных соревнованиях Аннетт, в сезонах 1998—1999 и 1999—2000, перешла «под флаг» родины своих родителей — Чехию. Там она выступала под своей настоящей фамилией — Дытртова. Выиграла чемпионат Чехии 1999 года и выступила на чемпионат мира среди юниоров, где стала 18-й.
Затем, вернулась под флаг Германии и четыре раза подряд, с 2003 по 2006 год, выигрывала национальный чемпионат. Лучшим результатом для неё на чемпионатах Европы в этот период стало 10-е место в 2006 году, а на чемпионатах мира 15-е в 2005.
В 2006 году попыталась сменить дисциплину и начала заниматься парным катанием с партнёром Норманом Ешке (нем. Norman Jeschke). Однако, Норман решил завершить любительскую карьеру после участия в шоу телеканала ProSieben «Dancing on Ice» (немецкая версия «Звёзд на льду») и на международном уровне они так никогда и не выступали. Аннетт Дитрт также участвовала в этом же шоу, но по окончании решила вернуться в одиночное фигурное катание.
В 2008 году на чемпионате Германии стала только третьей, однако, так как обогнавшие её Сара Хеккен и Изабель Дрешер не могли участвовать в чемпионате мира и Европы по возрасту, на турниры поехала Дитрт и стала и там и там 12-й.
В сезоне 2008—2009 Аннетт вернула себе титул национальной чемпионки. Ранее, она стала бронзовым призёром Мемориала Карла Шефера в Австрии и приняла участие в серии Гран-при, где заняла 10-е места на обоих этапах (Skate America и NHK Trophy). На чемпионате Европы 2009 года Дитрт стала 7-й. На чемпионате мира выступила неудачно, заняв 18-е место, однако, завоевала для Германии одну путёвку в женском одиночном катании на Олимпиаду в Ванкувере.
Федерация фигурного катания Германии, для отбора на Олимпийские игры-2010, установила следующую систему квалификации: спортсмены должны были набрать определённую сумму баллов на одних из первых трёх международных соревнованиях сезона в которых они участвовали. Для женского одиночного катания норматив составил 128 баллов. Аннетт, которая участвовала в серьёзных соревнованиях серии Гран-при, не смогла выполнить это условие и на Играх Германию представляла 16-летняя Сара Хеккен.
В чемпионате страны 2010 года Аннетт не участвовала, по сообщению на своём официальном сайте, из-за травмы. В дальнейшем в соревнованиях не участвовала.
Участница 16-го сезона (2024) телевизионного шоу «Dancing on Ice», которое транслируется на ресурсах корпорации ITV — телеканалах ITV1 и STV, стриминговом сервисе ITVX.

## Спортивные результаты

### Выступления за Германию

#### Результаты после 2003 года
| Соревнования/Сезон                  | 2003—2004 | 2004—2005 | 2005—2006 | 2007—2008 | 2008—2009 | 2009—2010 |
| ----------------------------------- | --------- | --------- | --------- | --------- | --------- | --------- |
| Чемпионаты мира                     | 21        | 15        | 24        | 12        | 18        |           |
| Чемпионаты Европы                   | 11        | 12        | 10        | 12        | 7         |           |
| Чемпионаты Германии                 | 1         | 1         | 1         | 3         | 1         |           |
| Этапы Гран-при:NHK Trophy           |           |           | 8         |           | 10        | 8         |
| Этапы Гран-при:Skate America        |           |           |           |           | 10        |           |
| Этапы Гран-при:Trophee Eric Bompard | 7         | 6         | 7         |           |           |           |
| Этапы Гран-при:Cup of Russia        |           | 5         |           |           |           | 11        |
| Nebelhorn Trophy                    |           |           | 8         | 4         | 8         |           |
| Мемориал Карла Шефера               |           |           |           |           | 3         |           |
| Finlandia Trophy                    | 7         | 12        |           | 10        |           |           |
| Золотой конёк Загреба               |           |           |           | 6         |           | 6         |
| Ice Challenge                       |           |           |           |           |           | 6         |
| Crystal Skate                       |           |           |           |           |           | 10        |

- Дитрт не участвовала в соревнованиях сезона 2006—2007

#### Результаты до 2003 года
| Соревнования/Сезон                  | 1996—1997 | 1997—1998 | 2000—2001 | 2001—2002 | 2002—2003 |
| ----------------------------------- | --------- | --------- | --------- | --------- | --------- |
| Чемпионаты Европы                   |           |           |           |           | 21        |
| Чемпионаты Германии                 | 6         | 4         | 11        | 4         | 1         |
| Этапы Гран-при:Bofrost Cup on Ice   |           |           |           |           | 11        |
| Finlandia Trophy                    |           |           |           |           | 6         |
| Этапы юниорского Гран-при, Венгрия  |           | 3         |           |           |           |
| Этапы юниорского Гран-при, Болгария |           | 9         |           |           |           |

### Выступления за Чехию
| Соревнования/Сезон                  | 1998—1999 | 1999—2000 |
| ----------------------------------- | --------- | --------- |
| Чемпионаты мира среди юниоров       | 18        |           |
| Чемпионаты Чехии                    | 1         |           |
| Nebelhorn Trophy                    |           | 17        |
| Мемориал Ондрея Непелы              |           | 7         |
| Этапы юниорского Гран-при, Чехия    |           | 9         |
| Этапы юниорского Гран-при, Норвегия |           | 10        |
| Этапы юниорского Гран-при, Франция  | 14        |           |
| Этапы юниорского Гран-при, Венгрия  | 10        |           |
| Кубок Таллина                       |           | 6         |